# Lịch sử phiên bản iPadOS
iPadOS là hệ điều hành di động dành cho máy tính bảng được phát triển bởi Apple Inc. Nó được phát hành lần đầu tiên dưới dạng bản tinh chỉnh và sửa đổi của iOS bắt đầu từ phiên bản 13.1 vào ngày 24 tháng 9 năm 2019. Trước khi phát hành iPadOS, iPad được phát hành cùng với hệ điều hành của iPhone, sau này được đổi tên thành iOS. Các phiên bản iPadOS mới được phát hành hàng năm, hầu hết đồng bộ với iOS, tvOS và watchOS.

## Tổng quan
| Phiên bản                                    | Ngày phát hành đầu tiên                                 | Phiên bản mới nhất | Ngày phát hành       | Thiết bị hết hạn sử dụng     | Thiết bị hết hạn sử dụng | Thiết bị hết hạn sử dụng |
| Phiên bản                                    | Ngày phát hành đầu tiên                                 | Phiên bản mới nhất | Ngày phát hành       | iPad                         | iPhone                   | iPod Touch               |
| -------------------------------------------- | ------------------------------------------------------- | ------------------ | -------------------- | ---------------------------- | ------------------------ | ------------------------ |
| iPhone OS 1                                  | 29 tháng 6 năm 2007                                     | 1.1.5              | 15 tháng 7 năm 2008  | —                            | —                        | —                        |
| iPhone OS 2                                  | 11 tháng 7 năm 2008                                     | 2.2.1              | 27 tháng 1 năm 2009  | —                            | —                        | —                        |
| iPhone OS 3                                  | 17 tháng 6 năm 2009                                     | 3.2.2              | 2 tháng 2 năm 2010   | —                            | 1                        | 1                        |
| iOS 4                                        | 21 tháng 6 năm 2010                                     | 4.3.5              | 25 tháng 7 năm 2011  | —                            | 3G                       | 2                        |
| iOS 5                                        | 12 tháng 10 năm 2011                                    | 5.1.1              | 7 tháng 5 năm 2012   | 1                            | —                        | 3                        |
| iOS 6                                        | 19 tháng 9 năm 2012                                     | 6.1.6              | 21 tháng 2 năm 2014  | —                            | 3GS                      | 4                        |
| iOS 7                                        | 18 tháng 9 năm 2013                                     | 7.1.2              | 30 tháng 6 năm 2014  | —                            | 4                        | —                        |
| iOS 8                                        | 17 tháng 9 năm 2014                                     | 8.4.1              | 13 tháng 8 năm 2015  | —                            | —                        | —                        |
| iOS 9                                        | 16 tháng 9 năm 2015                                     | 9.3.6              | 22 tháng 7 năm 2019  | 2, 3, Mini                   | 4S                       | 5                        |
| iOS 10                                       | 13 tháng 9 năm 2016                                     | 10.3.4             | 22 tháng 7 năm 2019  | 4                            | 5, 5C                    | —                        |
| iOS 11                                       | 19 tháng 9 năm 2017                                     | 11.4.1             | 9 tháng 7 năm 2018   | —                            | —                        | —                        |
| iOS 12                                       | 17 tháng 9 năm 2018                                     | 12.5.7             | 23 tháng 1 năm 2023  | Air (th.h 1), Mini 2, Mini 3 | 5S, 6                    | 6                        |
| iOS 13 / iPadOS 13                           | 19 tháng 9 năm 2019 (iOS) 24 tháng 9 năm 2019 (iPadOS)  | 13.7               | 1 tháng 9 năm 2020   | —                            | —                        | —                        |
| iOS 14 / iPadOS 14                           | 16 tháng 9 năm 2020                                     | 14.8.1             | 26 tháng 10 năm 2021 | —                            | —                        | —                        |
| iOS 15 / iPadOS 15                           | 20 tháng 9 năm 2021                                     | 15.8               | 25 tháng 10 năm 2023 | Air 2, Mini 4                | 6S, SE (th.h 1), 7       | 7                        |
| iOS 16 / iPadOS 16                           | 12 tháng 9 năm 2022 (iOS) 24 tháng 10 năm 2022 (iPadOS) | 16.7.4             | 19 tháng 12 năm 2023 | Pro (th.h 1), 5              | 8, X                     | —                        |
| iOS 17 / iPadOS 17                           | 18 tháng 9 năm 2023                                     | 17.4.1             | 21 tháng 3 năm 2024  | —                            | —                        | —                        |
| iOS 17 / iPadOS 17                           | 18 tháng 9 năm 2023                                     | 17.5 beta 2        | 16 tháng 4 năm 2024  | —                            | —                        | —                        |
| Chú giải: Lỗi thời Được hỗ trợ Hiện tại Beta |                                                         |                    |                      |                              |                          |                          |

1. 1 2  Đối với iPhone và iPod Touch thế hệ đầu tiên, phiên bản được hỗ trợ mới nhất là iOS 3.1.3, phát hành ngày 2 tháng 2 năm 2010.
2. ↑  Được phát hành dưới dạng iOS 4.2.10 cho biến thể CDMA của iPhone 4.
3. 1 2  Đối với iPhone 3G và iPod Touch (thế hệ 2), phiên bản được hỗ trợ mới nhất là iOS 4.2.1, phát hành ngày 22 tháng 11 năm 2010.
4. 1 2  Đối với iPad 2 chỉ có Wi-Fi, iPad (thế hệ thứ 4), iPad Mini (thế hệ thứ 1) và iPod Touch (thế hệ thứ 5), phiên bản được hỗ trợ mới nhất là iOS 9.3.5, phát hành ngày 25 tháng 8 năm 2016.
5. 1 2  Đối với iPhone 5C và iPad chỉ có Wi-Fi (thế hệ thứ 4), phiên bản được hỗ trợ mới nhất là 10.3.3, phát hành ngày 19 tháng 7 năm 2017.

## Phát hành

### iPadOS 13
iPadOS 13 là bản phát hành chính đầu tiên của iPadOS, một nhánh của iOS dành riêng cho iPad nhằm chú trọng vào các tính năng đa nhiệm và các tính năng riêng biệt dành cho máy tính bảng. Nó đã được xuất hiện tại WWDC 2019 của Apple với bản xem trước và được phát hành vào ngày 24 tháng 9 năm 2019 với phiên bản 13.1.
Phiên bản này đã thêm chế độ tối cho giao diện và hỗ trợ Memoji cho iPad được trang bị chip Apple A9 hoặc các chip mới hơn. Các tùy chọn đa nhiệm mới đã được thêm vào để có thể hiển thị nhiều ứng dụng cùng lúc, bao gồm Split View và Slide Over. Các ứng dụng đã nhận được hỗ trợ về tính năng đa cửa sổ. Các cửa sổ này có thể được điều hướng bằng giao diện tương tự như Mission Control trên macOS. Safari đã có các phím tắt mới và trình quản lý tải xuống, đồng thời được đặt để hiển thị phiên bản trang web dành cho máy tính để bàn theo mặc định, thay vì phiên bản dành cho thiết bị di động. Một tính năng mới, Sidecar, cho phép iPad hoạt động như một màn hình thứ hai cho máy Mac, cho phép sử dụng Apple Pencil với các ứng dụng của máy Mac. Ứng dụng Tệp đã được hỗ trợ đối với các ổ đĩa ngoài, có thể kết nối với iPad bằng USB-C hoặc thông qua Bộ kết nối Camera Lightning dành cho iPad có cổng Lightning. Hỗ trợ sơ bộ cho chuột và bàn di chuột đã được thêm vào iPadOS 13, và nhận được sự hỗ trợ đầy đủ trong phiên bản iPadOS 13.4.

### iPadOS 14
iPadOS 14 được phát hành vào ngày 16 tháng 9 năm 2020. Bản cập nhật này đã thêm các tiện ích mới trong Chế độ xem Hôm nay, một kệ ở bên trái màn hình chính đầu tiên. Giao diện hệ thống được tiêu chuẩn hóa cho Siri và các ứng dụng gọi thoại như Skype đã được thu nhỏ lại kích thước của thông báo để cho phép người dùng tiếp tục tương tác với ứng dụng đang mở. Spotlight đã được nhận các đề xuất tìm kiếm được cải thiện và kết quả tìm kiếm trên web chi tiết hơn. iPadOS 14 cũng bổ sung hỗ trợ gắn ổ cứng ngoài có hệ thống APFS được mã hóa.

### iPadOS 15
iPadOS 15 được phát hành vào ngày 20 tháng 9 năm 2021. Phiên bản này giới thiệu Thư viện ứng dụng, tự động phân loại ứng dụng thành một trang và bổ sung khả năng đặt các tiện ích trên màn hình chính. Cả hai tính năng này trước đây chỉ có trên iPhone chạy iOS 14. Quick Notes cho phép người dùng tạo ghi chú bằng cách vuốt từ góc dưới cùng bên phải, từ Trung tâm điều khiển hoặc bằng phím tắt. Nhóm tab đã được thêm vào Safari. iPadOS 15.4 đã bổ sung Universal Control: người dùng có thể sử dụng bàn phím và bàn di chuột của máy Mac hoặc iPad trên tất cả các máy Mac và iPad khác của họ bằng cách di chuyển con trỏ chuột qua mép màn hình theo hướng của thiết bị kia.

### iPadOS 16
iPadOS 16 được phát hành vào ngày 24 tháng 10 năm 2022 với tên gọi 16.1. Phiên bản này bao gồm một ứng dụng Thời tiết mới, Passkeys dành cho Safari và tính năng mới, Stage Manager cho phép khả năng đa nhiệm hiệu quả hơn. iPadOS 16.2 đã thêm ứng dụng Freeform, một bảng trắng kỹ thuật số có thể đồng bộ hóa trên các thiết bị của Apple.

### iPadOS 17
iPadOS 17 được phát hành vào ngày 18 tháng 9 năm 2023.

## Hỗ trợ phần cứng
| iPad                                                                                 | 1   | 3.2 | Yes | Yes | No  | No    | No  | No        | No     | No   | No     | No   | No   | No   | No   | No  |
| iPad                                                                                 | 2   | —   | 4.3 | Yes | Yes | Yes   | Yes | Yes       | No     | No   | No     | No   | No   | No   | No   | No  |
| iPad                                                                                 | 3   | —   | —   | 5.1 | Yes | Yes   | Yes | Yes       | No     | No   | No     | No   | No   | No   | No   | No  |
| iPad                                                                                 | 4   | —   | —   | —   | Yes | Yes   | Yes | Yes       | Yes    | No   | No     | No   | No   | No   | No   | No  |
| iPad                                                                                 | 5   | —   | —   | —   | —   | —     | —   | —         | 10.2.1 | Yes  | Yes    | Yes  | Yes  | Yes  | Yes  | No  |
| iPad                                                                                 | 6   | —   | —   | —   | —   | —     | —   | —         | —      | 11.3 | Yes    | Yes  | Yes  | Yes  | Yes  | Yes |
| iPad                                                                                 | 7   | —   | —   | —   | —   | —     | —   | —         | —      | —    | —      | 13.1 | Yes  | Yes  | Yes  | Yes |
| iPad                                                                                 | 8   | —   | —   | —   | —   | —     | —   | —         | —      | —    | —      | —    | Yes  | Yes  | Yes  | Yes |
| iPad                                                                                 | 9   | —   | —   | —   | —   | —     | —   | —         | —      | —    | —      | —    | —    | Yes  | Yes  | Yes |
| iPad                                                                                 | 10  | —   | —   | —   | —   | —     | —   | —         | —      | —    | —      | —    | —    | —    | 16.1 | Yes |
| Mini                                                                                 | 1   | —   | —   | —   | Yes | Yes   | Yes | Yes       | No     | No   | No     | No   | No   | No   | No   | No  |
| Mini                                                                                 | 2   | —   | —   | —   | —   | 7.0.3 | Yes | Yes       | Yes    | Yes  | Yes    | No   | No   | No   | No   | No  |
| Mini                                                                                 | 3   | —   | —   | —   | —   | —     | 8.1 | Yes       | Yes    | Yes  | Yes    | No   | No   | No   | No   | No  |
| Mini                                                                                 | 4   | —   | —   | —   | —   | —     | —   | Yes       | Yes    | Yes  | Yes    | Yes  | Yes  | Yes  | No   | No  |
| Mini                                                                                 | 5   | —   | —   | —   | —   | —     | —   | —         | —      | —    | 12.1.4 | Yes  | Yes  | Yes  | Yes  | Yes |
| Mini                                                                                 | 6   | —   | —   | —   | —   | —     | —   | —         | —      | —    | —      | —    | —    | Yes  | Yes  | Yes |
| Air                                                                                  | 1st | —   | —   | —   | —   | 7.0.3 | Yes | Yes       | Yes    | Yes  | Yes    | No   | No   | No   | No   | No  |
| Air                                                                                  | 2   | —   | —   | —   | —   | —     | 8.1 | Yes       | Yes    | Yes  | Yes    | Yes  | Yes  | Yes  | No   | No  |
| Air                                                                                  | 3   | —   | —   | —   | —   | —     | —   | —         | —      | —    | 12.1.4 | Yes  | Yes  | Yes  | Yes  | Yes |
| Air                                                                                  | 4   | —   | —   | —   | —   | —     | —   | —         | —      | —    | —      | —    | 14.1 | Yes  | Yes  | Yes |
| Air                                                                                  | 5   | —   | —   | —   | —   | —     | —   | —         | —      | —    | —      | —    | —    | 15.4 | Yes  | Yes |
| Pro                                                                                  | 1st | —   | —   | —   | —   | —     | —   | 9.1 / 9.3 | Yes    | Yes  | Yes    | Yes  | Yes  | Yes  | Yes  | No  |
| Pro                                                                                  | 2   | —   | —   | —   | —   | —     | —   | —         | 10.3.2 | Yes  | Yes    | Yes  | Yes  | Yes  | Yes  | Yes |
| Pro                                                                                  | 3   | —   | —   | —   | —   | —     | —   | —         | —      | —    | 12.1   | Yes  | Yes  | Yes  | Yes  | Yes |
| Pro                                                                                  | 4   | —   | —   | —   | —   | —     | —   | —         | —      | —    | —      | 13.4 | Yes  | Yes  | Yes  | Yes |
| Pro                                                                                  | 5   | —   | —   | —   | —   | —     | —   | —         | —      | —    | —      | —    | 14.5 | Yes  | Yes  | Yes |
| Pro                                                                                  | 6   | —   | —   | —   | —   | —     | —   | —         | —      | —    | —      | —    | —    | —    | 16.1 | Yes |
| \| Notes: 1. ↑ iOS 9.1 on iPad Pro 12.9" (2015). iOS 9.3 on iPad Pro 9.7" (2016). \| |     |     |     |     |     |       |     |           |        |      |        |      |      |      |      |     |
| Notes: 1.                                                                            |     |     |     |     |     |       |     |           |        |      |        |      |      |      |      |     |